# Bill Meléndez
José Cuauhtemoc "Bill" Meléndez, född 15 november 1916 i Hermosillo, Sonora, Mexiko, död 2 september 2008 i Santa Monica, Los Angeles, Kalifornien, var en amerikansk animatör och filmregissör. Han skapade de första tecknade Snobben-filmerna 1957, i samband med en reklamkampanj för bilen Ford Falcon. Meléndez kom sedan att leda arbetet när tecknade TV-filmer om Snobben och hans vänner började produceras några år senare. A Charlie Brown Christmas, den första TV-filmen från 1965, är än idag en jultradition på amerikansk TV, och närmare 80 halvtimmeslånga filmer och fyra tecknade långfilmer har sedan dess producerats i samma stil. Det var även Bill Meléndez som gjorde figurerna Snobbens och Woodstocks speciella läten i filmerna, och ljudet från dessa filmer har använts till filmen Peanuts - the Movie, som hade premiär 2015.